# A fortiori ratione
A fortiori ratione (ma più spesso semplicemente a fortiori) è una locuzione latina il cui senso in lingua italiana corrisponde a: a maggior ragione.
La locuzione, in uso nell'antica Roma e ancor oggi nel linguaggio giuridico, filosofico e matematico, sottintende l'uso di un ulteriore argomento che viene portato in una discussione per rafforzare una tesi già di per sé valida e comunemente accettata.